# Alchemilla serratisaxatilis
Alchemilla serratisaxatilis är en rosväxtart som beskrevs av S. Fröhner. Alchemilla serratisaxatilis ingår i släktet daggkåpor, och familjen rosväxter. Inga underarter finns listade i Catalogue of Life.